# Tenerife convention bureau
El Tenerife Convention Bureau nace en 1993 como respuesta a la demanda creciente de información sobre Tenerife como destino de reuniones. Es un departamento de Turismo de Tenerife, empresa sin ánimo de lucro dependiente del Cabildo Insular de Tenerife, encargada principalmente de promocionar y potenciar la Isla como destino turístico. 
El Tenerife Convention Bureau cuenta en la actualidad con más de 80 empresas asociadas que conforman todo el tejido congresual de Tenerife (hoteles, centros de congresos, agencias de viaje receptivas, empresas de servicio y lugares alternativos de reunión).
El Tenerife Convention Bureau es miembro del Spain Convention Bureau, organismo público dependiente de la Federación Española de Municipios y Provincias que engloba todos los Convention Bureaux de ciudades españolas, como por ejemplo: Madrid, Barcelona, Valencia, Sevilla, Bilbao, Málaga, Elche, Gerona o Tarragona.